# Hans Ulrich Saas
Hans Ulrich Saas (* 21. September 1916 in Winterthur; † 14. Oktober 1997 in Sanary-sur-Mer) war ein Schweizer Maler und Radierer. Sein Werk umfasst surrealistische Ölmalerei und Aquarelle sowie Radierungen.

## Leben und Werk
Hans Ulrich Saas war von 1932 bis 1935 Schüler im Atelier des Malers und Zeichners Alfred Kolb (1878–1958). Anschliessend besuchte er die Kunstgewerbeschule Zürich und war ab 1936 im Atelier von Hermann Gattiker in Rüschlikon tätig. 1937/1938 hielt sich Saas an der Académie Ranson in Paris bei Roger Bissière auf. Von 1940 bis 1943 teilte er sich ein Atelier mit Robert Lienhard in Winterthur. Zudem war er ab 1940 Mitglied der Künstlergruppe Winterthur. Seine Werke zeigte er in Gruppenausstellungen.
Von 1943 bis 1946 lebte und arbeitete Hans Ulrich Saas in Genf, bis 1948 in Paris und bis 1956 erneut in Genf. 1952 erhielt er den Carl-Heinrich-Ernst-Kunstpreis. 1958 siedelte Saas in das südfranzösische Sanary-sur-Mer über. 1986 stellte das Kunstmuseum Winterthur seine Werke in einer Retrospektive aus.